# Niwa Babicka
Niwa Babicka – wieś w Polsce położona w województwie lubelskim, w powiecie ryckim, w gminie Ryki. Leży przy drodze krajowej 17.
W latach 1954–1962 wieś należała i była siedzibą władz gromady Niwa Babicka, po jej zniesieniu w gromadzie Dąbia Stara. W latach 1975–1998 miejscowość należała administracyjnie do ówczesnego województwa lubelskiego.
Wieś jest sołectwem w gminie Ryki. Według Narodowego Spisu Powszechnego z roku 2011 wieś liczyła 383 mieszkańców.
We wsi urodził się przedwojenny burmistrz Żelechowa Ludwik Pudło.
Wierni Kościoła rzymskokatolickiego należą do parafii św. Sebastiana w Brzezinach lub do parafii św. Bartłomieja Apostoła w Korytnicy.